# 凤台路
凤台路，安徽省合肥市的一条东西向次干道，得名自凤台县。道路东起新蚌埠路正接站前路，经淮南路、阜阳北路、蒙城路、颍上路后止于合肥铁路枢纽西环东侧的桃花路。沿路有合肥市海棠花园小学、安畅机动车检测站、合肥市第四十五中学橡树湾校区等。